# Jakub Wawrzyniak
Jakub Wawrzyniak ([ˈjakub vavˈʐɨɲak]; Kutno, Łódź, 7 de juliol de 1983) és un jugador de futbol polonès que juga en la posició de defensa, normalment com a lateral esquerre o central. A principis de la seva carrera també va jugar com a migcampista. Actualment milita a l'Amkar Perm de la lliga russa de futbol.

## Carrera de club
Wawrzyniak va jugar per al Legia Varsòvia des de la tardor del 2007 fins a finals del 2008. El 30 de gener de 2009 el Panathinaikos FC va anunciar el seu fitxatge, però poc després va tornar novament al Legia Varsòvia, després de ser sancionat per dopatge. El febrer de 2014 passà a l'Amkar Perm.